# Fliknardia
Fliknardia (Nardia insecta) är en levermossart som beskrevs av Sextus Otto Lindberg. Fliknardia ingår i släktet nardior, och familjen Jungermanniaceae. Arten är reproducerande i Sverige.